# Блаффтон (Джорджія)
Блаффтон (англ. Bluffton) — місто (англ. town) в США, в окрузі Клей штату Джорджія. Населення — 113 особи (2020).

## Географія
Блаффтон розташований за координатами 31°31′11″ пн. ш. 84°52′9″ зх. д. / 31.51972° пн. ш. 84.86917° зх. д. (31.519817, -84.869119).  За даними Бюро перепису населення США в 2010 році місто мало площу 4,16 км², уся площа — суходіл.

## Демографія
Згідно з переписом 2010 року, у місті мешкали 103 особи в 45 домогосподарствах у складі 28 родин. Густота населення становила 25 осіб/км².  Було 54 помешкання (13/км²).
Расовий склад населення:
| - 82,5 % — білих - 14,6 % — чорних або афроамериканців |

До двох чи більше рас належало 2,9 %. Частка іспаномовних становила 1,9 % від усіх жителів.
За віковим діапазоном населення розподілялося таким чином: 18,4 % — особи молодші 18 років, 66,1 % — особи у віці 18—64 років, 15,5 % — особи у віці 65 років та старші. Медіана віку мешканця становила 48,5 року. На 100 осіб жіночої статі у місті припадало 114,6 чоловіків;  на 100 жінок у віці від 18 років та старших — 121,1 чоловіків також старших 18 років.
За межею бідності перебувало 19,2 % осіб, у тому числі 0,0 % дітей у віці до 18 років та 21,4 % осіб у віці 65 років та старших.
Цивільне працевлаштоване населення становило 40 осіб. Основні галузі зайнятості: освіта, охорона здоров'я та соціальна допомога — 32,5 %, виробництво — 15,0 %, транспорт — 10,0 %, науковці, спеціалісти, менеджери — 10,0 %.